# Phalangeridae
Phalangeridae é uma família marsupial da ordem Diprotodontia encontrada na Austrália e Nova Guiné.

## Classificação
- Família Phalangeridae Thomas, 1888
  - Subfamília Ailuropinae Flannery, Archer e Maynes, 1987
    - Gênero Ailurops Wagler, 1830
      - Ailurops melanotis (Thomas, 1898)
      - Ailurops ursinus (Temminck, 1824)

  - Subfamília Phalangerinae Thomas, 1888
  - Tribo Phalangerini Thomas, 1888
    - Gênero Phalanger Storr, 1780
      - Phalanger alexandrae Flannery e Boeadi, 1995
      - Phalanger carmelitae Thomas, 1898
      - Phalanger gymnotis (Peters e Doria, 1875)
      - Phalanger intercastellanus Thomas, 1895
      - Phalanger lullulae Thomas, 1896
      - Phalanger matabiru Flannery e Boeadi, 1995
      - Phalanger matanim Flannery, 1987
      - Phalanger mimicus Thomas, 1922
      - Phalanger orientalis (Pallas, 1766)
      - Phalanger ornatus (Gray, 1866)
      - Phalanger rothschildi Thomas, 1898
      - Phalanger sericeus Thomas, 1907
      - Phalanger vestitus (Milne-Edwards, 1877)

    - Gênero Spilocuscus J. E. Gray, 1862
      - Spilocuscus kraemeri (Schwartz, 1910)
      - Spilocuscus maculatus (Desmarest, 1818)
      - Spilocuscus papuensis (Desmarest, 1822)
      - Spilocuscus rufoniger (Zimara, 1937)

  - Tribo Trichosurini Flynn, 1911
    - Gênero Strigocuscus Gray, 1861
      - Strigocuscus celebensis (Gray, 1858)
      - Strigocuscus pelengensis (Tate, 1945)

    - Gênero Trichosurus Lesson, 1828
      - Trichosurus arnhemensis Collett, 1897
      - Trichosurus caninus (Ogilby, 1835)
      - Trichosurus cunninghami Lindenmayer, Dubach e Viggers, 2002
      - Trichosurus johnstonii (Ramsay, 1888)
      - Trichosurus vulpecula (kerr, 1792)

    - Gênero Wyulda Alexander, 1918
      - Wyulda squamicaudata Alexander, 1918